# Koziróg Leśny
Koziróg Leśny [pronunciación en polaco: /kɔˈʑiruk ˈlɛɕnɨ/] (en alemán: Ziegenhorn) es un pueblo en el distrito administrativo de Gmina Tłuchowo, dentro del Distrito de Lipno, Voivodato de Cuyavia y Pomerania, en el centro-norte de Polonia. Se encuentra aproximadamente 6 kilómetros al noroeste de Tłuchowo, 19 kilómetros al sudeste de Lipno, y 61 kilómetros al sudeste de Toruń.